# Microtus oregoni
Microtus oregoni là một loài động vật có vú trong họ Cricetidae, bộ Gặm nhấm. Loài này được Bachman mô tả năm 1839.
Phân bố giữa các vùng Tây Bắc Thái Bình Dương của Bắc Mỹ, loài này được tìm thấy trong các khu rừng, đồng cỏ, rừng cây, và môi trường chaparral. Loài này được mô tả đầu tiên trong các tài liệu khoa học vào năm 1839, từ một mẫu vật thu được ở gần cửa sông Columbia. Loài chuột đồng nhỏ nhất trong phạm vi của nó, loài này cân nặng khoảng 19 g (0,67 oz). Khi sinh ra, chúng chỉ nặng 1,6 g (0,056 oz), không có lông, đỏ hỏn, không thể mở mắt, và vành tai hoàn toàn bao gồm các lỗ tai. Mặc dù không phải luôn luôn phổ biến trên toàn phạm vi của chúng, không có mối quan tâm lớn đối với sự tồn tại của chúng như là một loài.